# Parco Enrico Mattei
Il Parco Enrico Mattei (precedentemente Centro Sportivo Snam) è un centro sportivo polifunzionale e parco urbano situato nel quartiere Metanopoli di San Donato Milanese.
Al suo interno vi sono impianti per la pratica di atletica leggera, rugby, nuoto, pallanuoto, tennis, arti marziali, cui si aggiunge un'area verde che include un laghetto (attualmente svuotato a seguito di alcuni danni occorsi durante un evento meteo nel corso del 2022) e due aree ricreative per bambini.

## Storia
(Enrico Mattei)
Costruito negli anni 50 su volere di Enrico Mattei, che desiderava rendere Metanopoli una città ideale per i dipendenti dell'Eni come Ivrea lo era stata per Olivetti, si estende su un'area di circa 100000 m², dei quali oltre 60 000 a verde e 9 000 al coperto.
Fu progettato quasi interamente dall'urbanista Mario Bacciocchi, eccetto che per la realizzazione delle piscine che venne affidata agli studi Bacigalupo - Ratti e Zoppini & Mattioli.
Rimase di proprietà dell'ente di idrocarburi, con accesso riservato ai dipendenti, fino all'anno 2000, quando fu acquisito dal comune di San Donato Milanese.
A lungo noto come Centro Sportivo Snam, ha acquisito la denominazione attuale nel 2012; da tale momento all'ingresso è posizionata una stele dedicata a Enrico Mattei realizzata da Joseph Ronen.
Dal 12 ottobre 2021 il campo sportivo che include la pista di atletica e il campo da rugby è intitolato all'ex presidente del Rugby San Donato 1981, Lorenzo Noè, in riconoscimento dei suoi meriti in campo sociale e sportivo.
In occasione del sessantesimo anniversario della scomparsa di Mattei, il 27 ottobre 2022, il comune ha inaugurato una targa dedicatagli posta presso l'entrata principale.

### Avvenimenti sportivi
È stato sede della Società Sportiva Snam, società polisportiva che nell'atletica femminile negli anni 90 si è aggiudicata più volte i campionati italiani di società e una volta la Coppa dei Campioni, e nella quale militarono tra gli altri Fiona May, Stefano Tilli, Manuela Levorato e Gennaro Di Napoli. Quest'ultimo il 30 maggio 1992 firmò su questa stessa pista quello fino al 2025 fu il record italiano sul miglio, fermando il cronometro a 3'51"96.
Tra il 2020 e il 2022 la pista di atletica ha ospitato la pluridecennale manifestazione podistica del Miglio Ambrosiano. Nell'ambito di questa competizione il 5 settembre 2020 Yeman Crippa ha fatto segnare anche la allora seconda prestazione italiana di sempre, a 12 centesimi dal primato.
La pista di atletica è stata inoltre sede di allenamento di Iliass Aouani e attualmente vi si allena Kelly Doualla.
La piscina olimpica scoperta ha ospitato l'edizione 1988, 1990, 1995 e 1997 dei Campionati italiani estivi di nuoto, durante i quali vennero infranti otto primati nazionali.
Vi ha sede la squadra di pallanuoto Waterpolo Milano Metanopoli, che ha militato in serie A1 nelle stagioni 2020-21 e 2021-22. Tuttavia, essendo la piscina coperta inagibile dal 2013,, la squadra gioca le partite in casa presso la piscina Cozzi di Milano, dopo avere negli anni utilizzato gli impianti del Centro Sportivo Saini, del Bocconi Sport Center e del centro natatorio "Pia Grande" di Monza.
Nel 2008 vi si è svolta la partita di calcio benefica Nazionale Piloti vs Grande Fratello Team.

## Strutture

### Strutture per lo sport
L'area sportiva del parco comprende:
- un campo da rugby regolamentare in erba naturale e
- una pista di atletica leggera dotati di tribuna per 1 177 spettatori;
- un impianto polivalente per alcune discipline di atletica leggera indoor;[21]
- sei tavoli da ping-pong.
- sette campi da tennis, di cui uno in terra rossa e due dotati di tribuna;
- un impianto polivalente per basket, pallavolo e pallamano, dotato di tribuna da 320 spettatori;
- quattro campi da allenamento individuale di tennis all'aperto;
- una piscina olimpica scoperta da 50 metri, dotata di tribuna da 760 spettatori;
- una piscina coperta da 33 metri (inagibile);
- una piscina ricreativa scoperta con profondità massima di 1,5 metri;
- diverse palestre.

### Aree a verde
L'area verde del parco comprende:
- un parco giochi per i bambini;
- un bosco con specie arboree differenti;
- un laghetto.

## Trasporti
- L'ingresso principale del parco dista circa 250 metri dalla fermata  San Donato della metropolitana di Milano.

## Galleria d'immagini

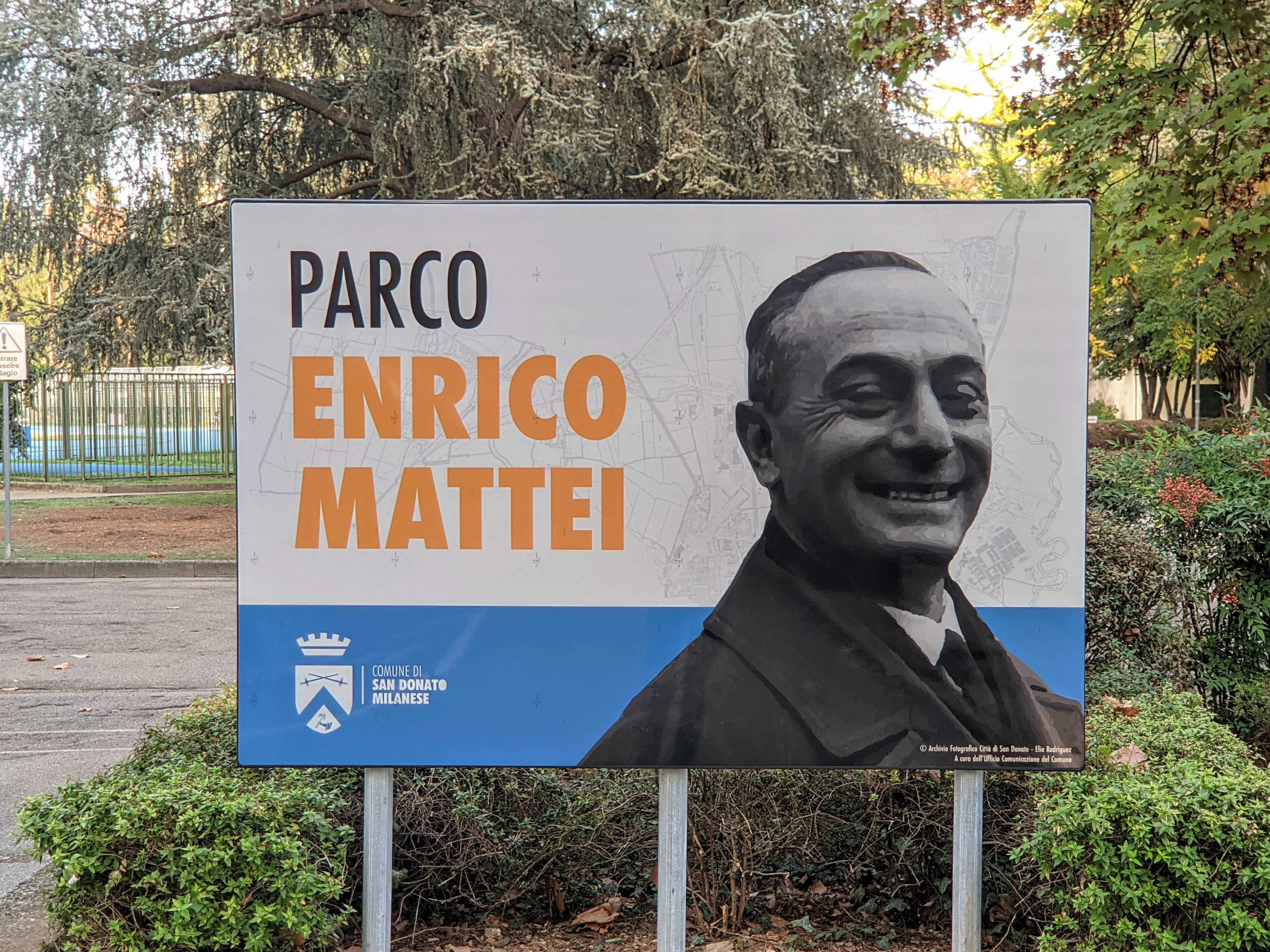
La targa di intitolazione a Enrico Mattei
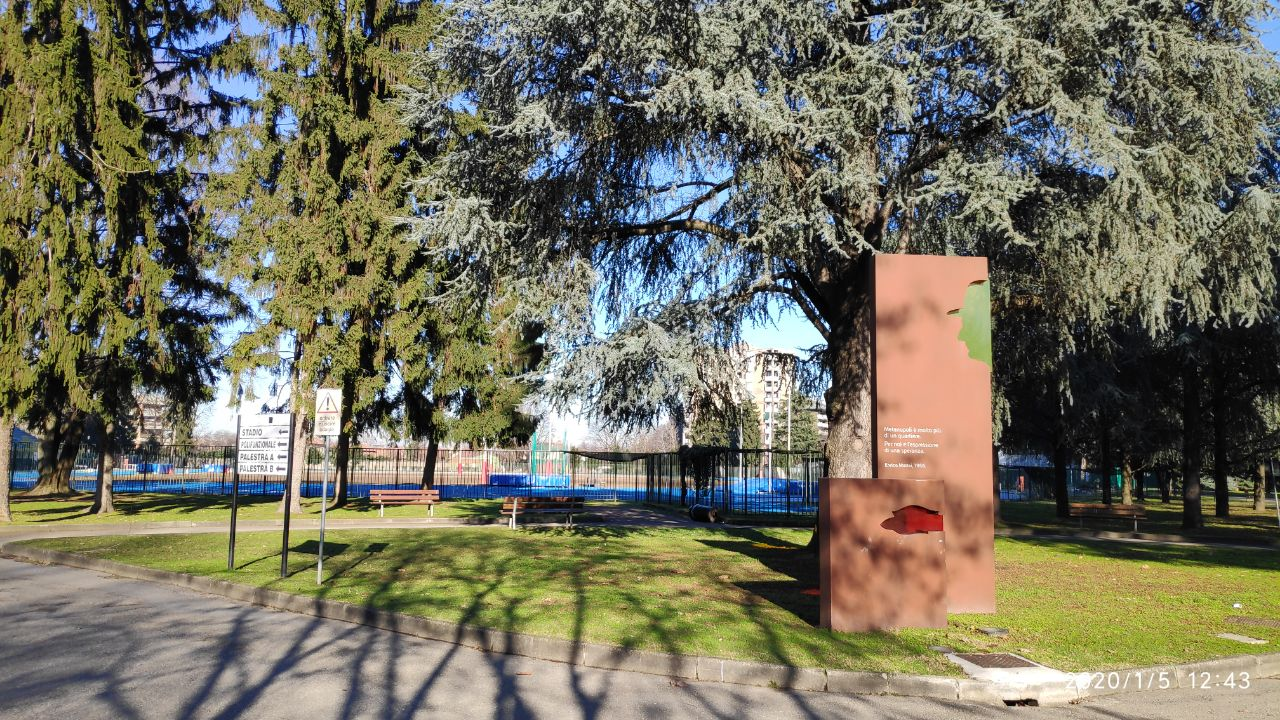
La stele posizionata all'ingresso del parco
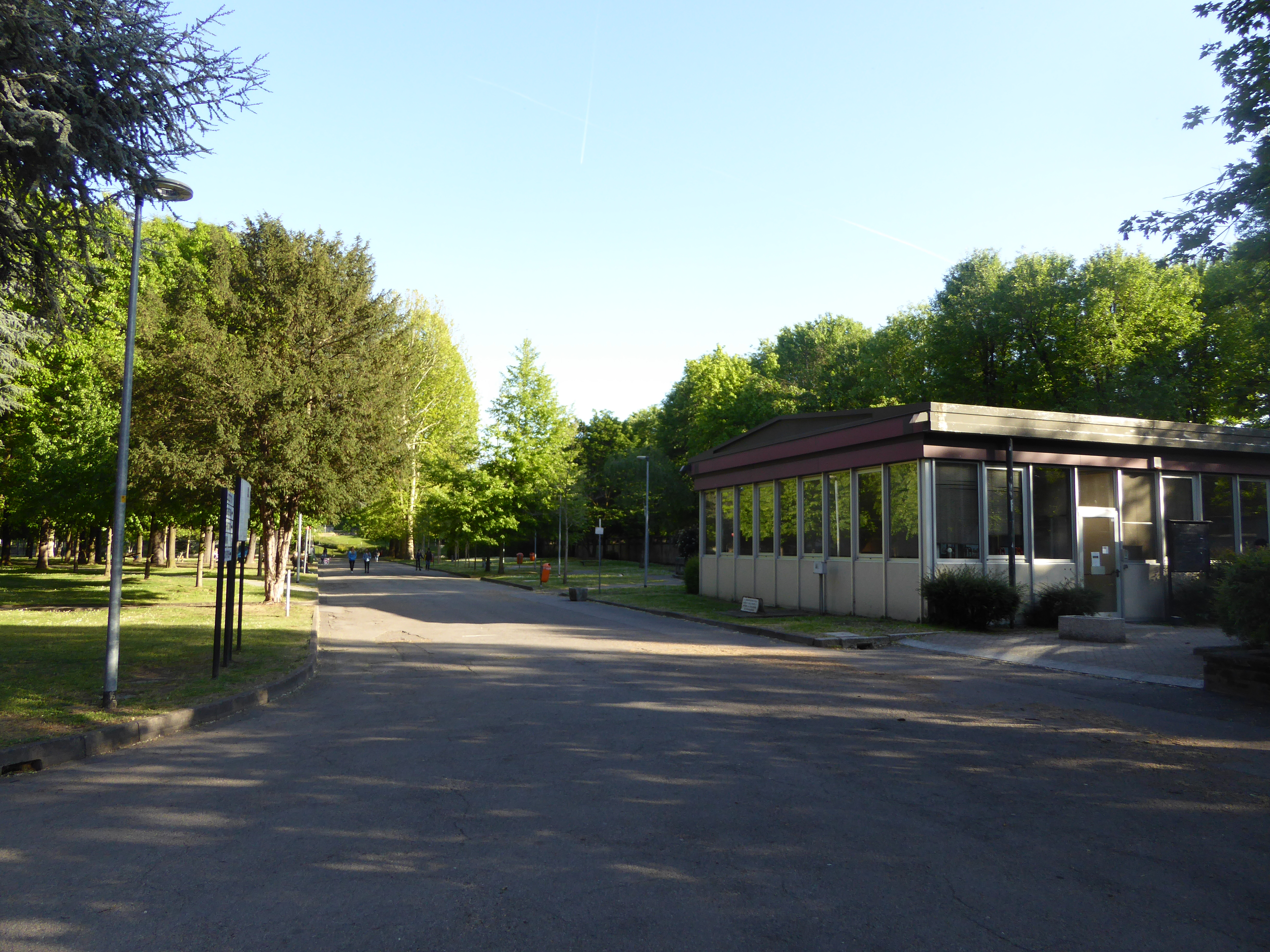
Vista interna
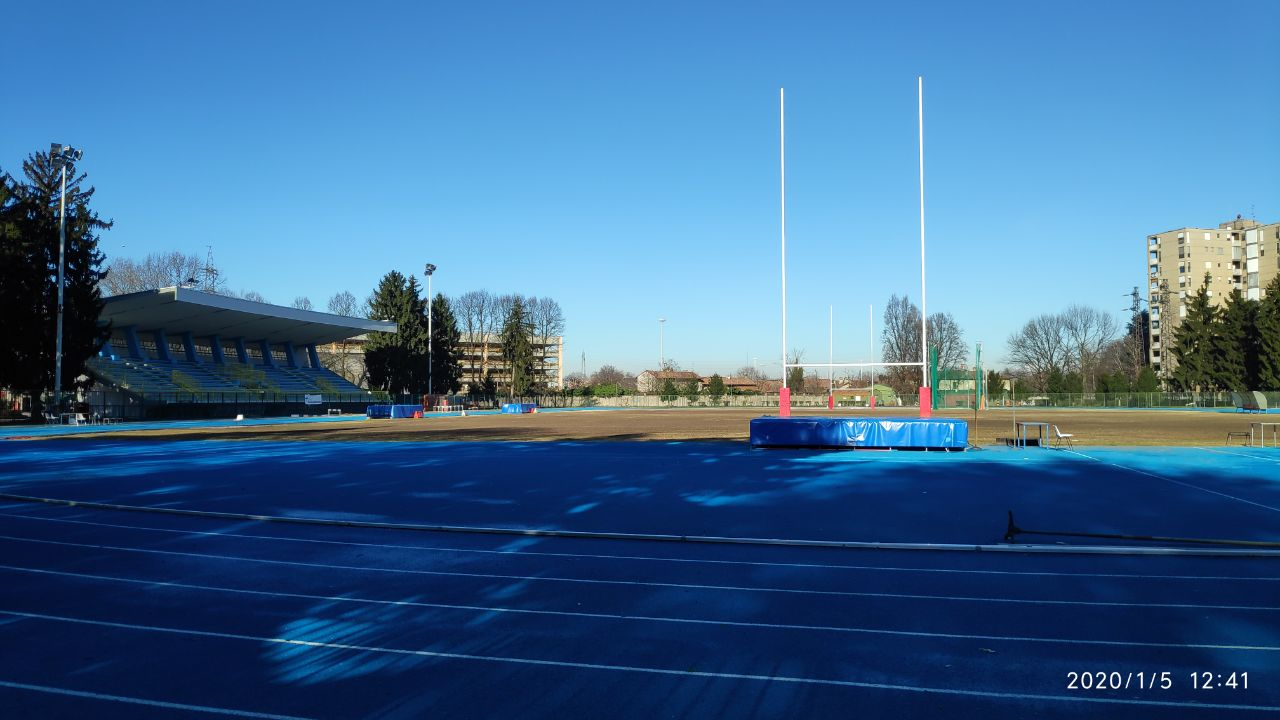
Campo Sportivo "Lorenzo Noè"
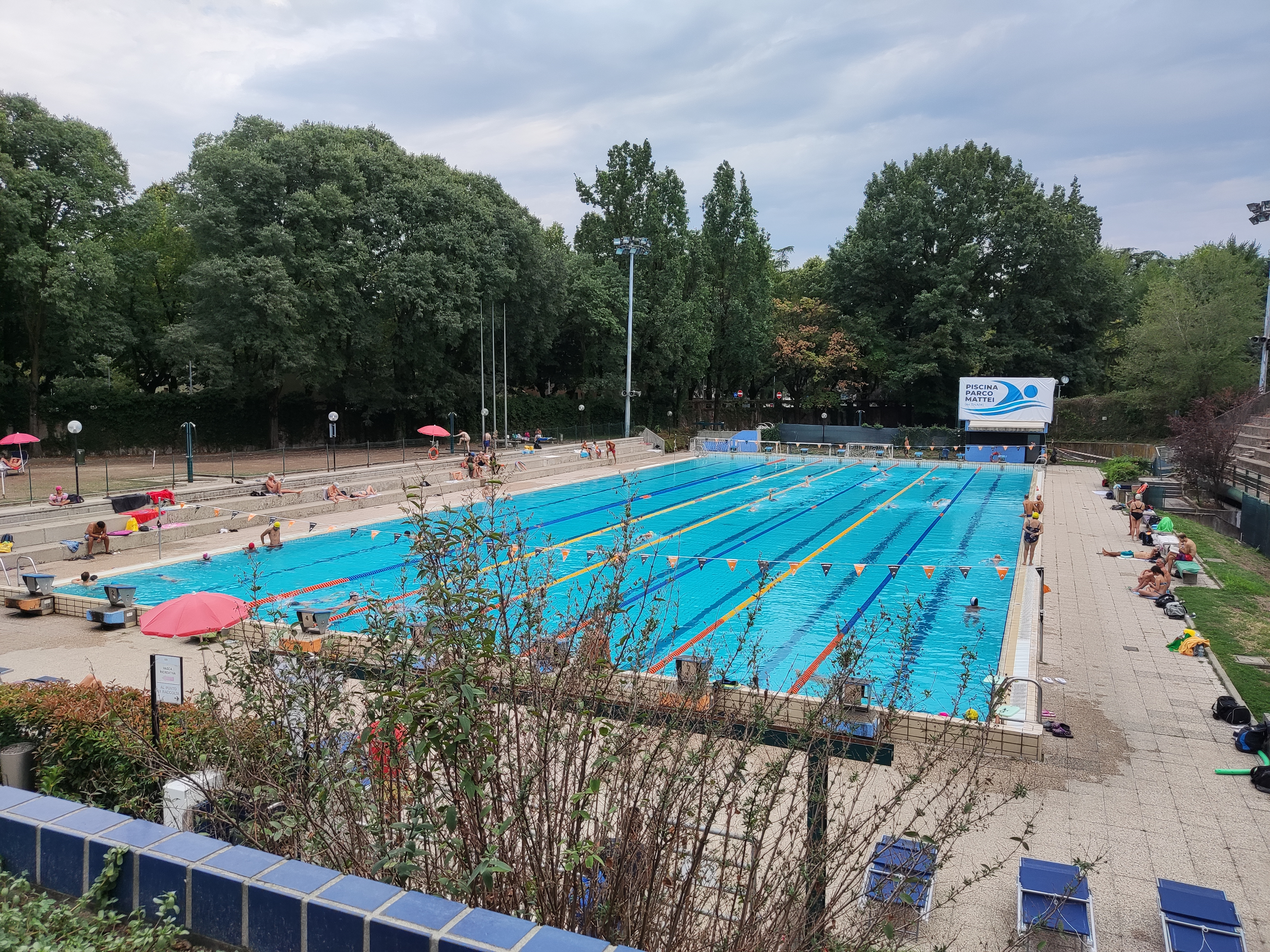
La piscina olimpica scoperta
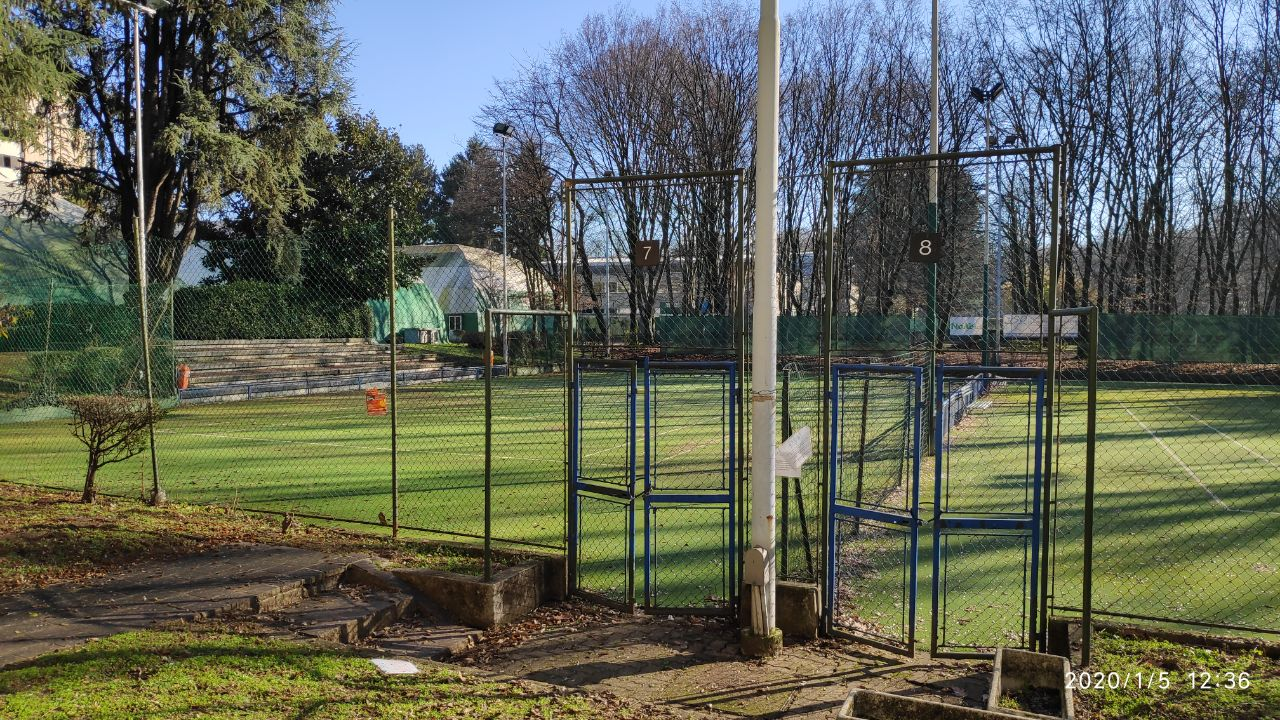
Campi da tennis scoperti
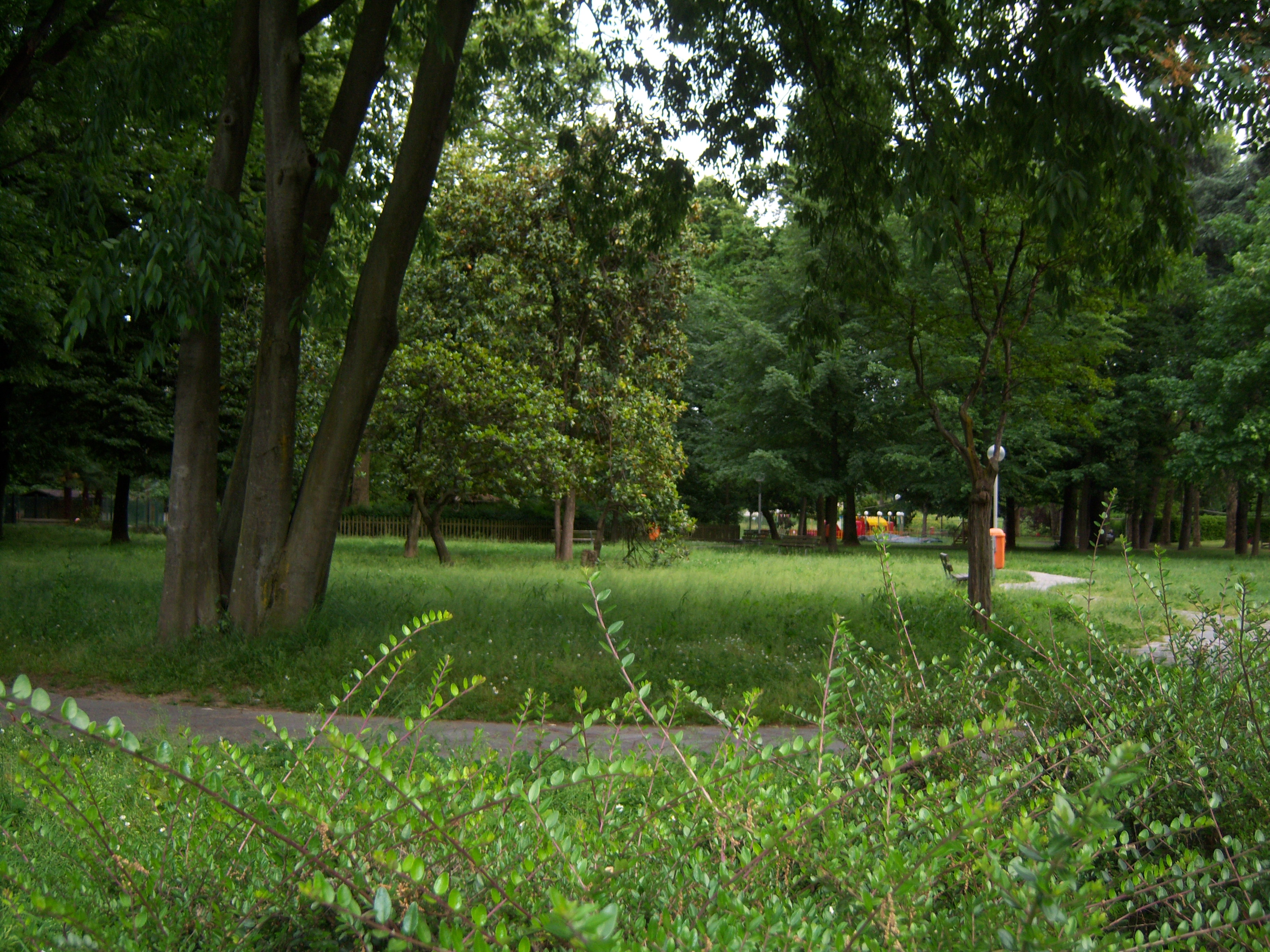
Area verde
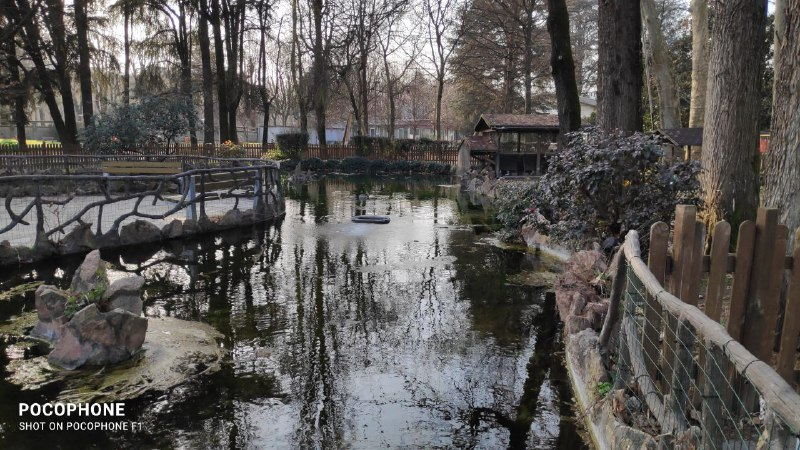
Laghetto
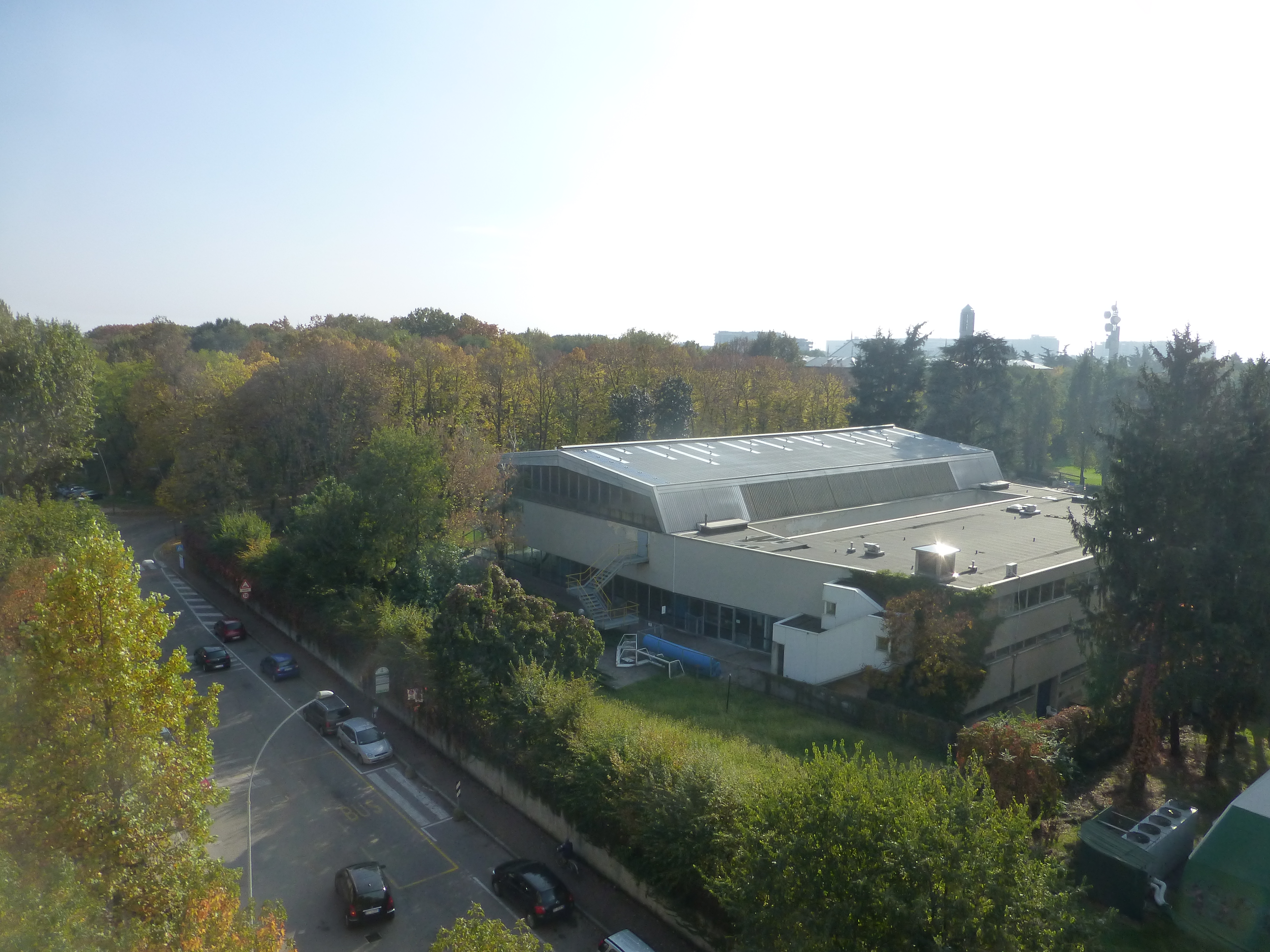
La piscina al coperto vista dall'alto

## Fotografie storiche

Il centro sportivo negli anni 50, visto dall'alto
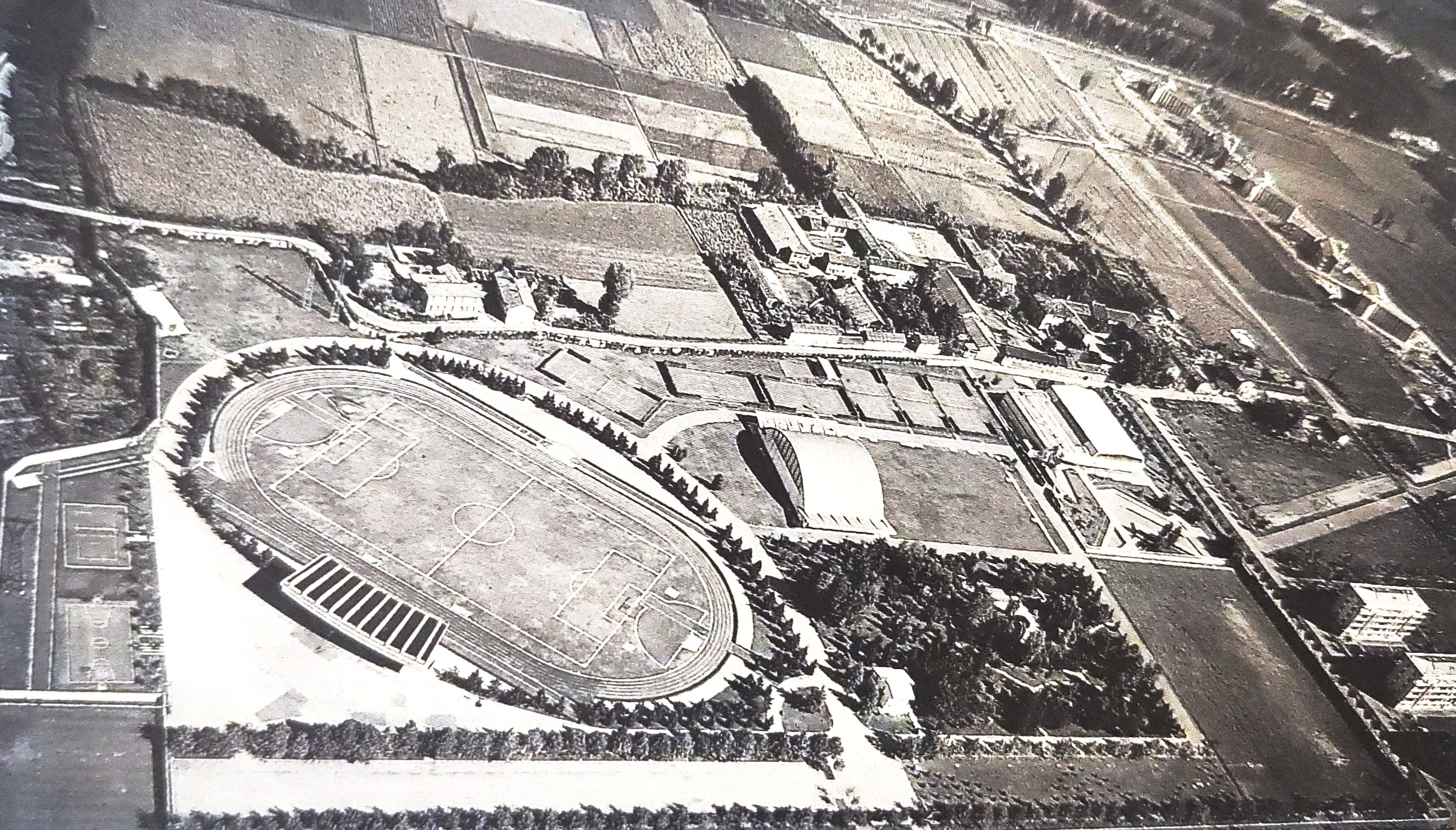
Altra prospettiva a volo d'uccello
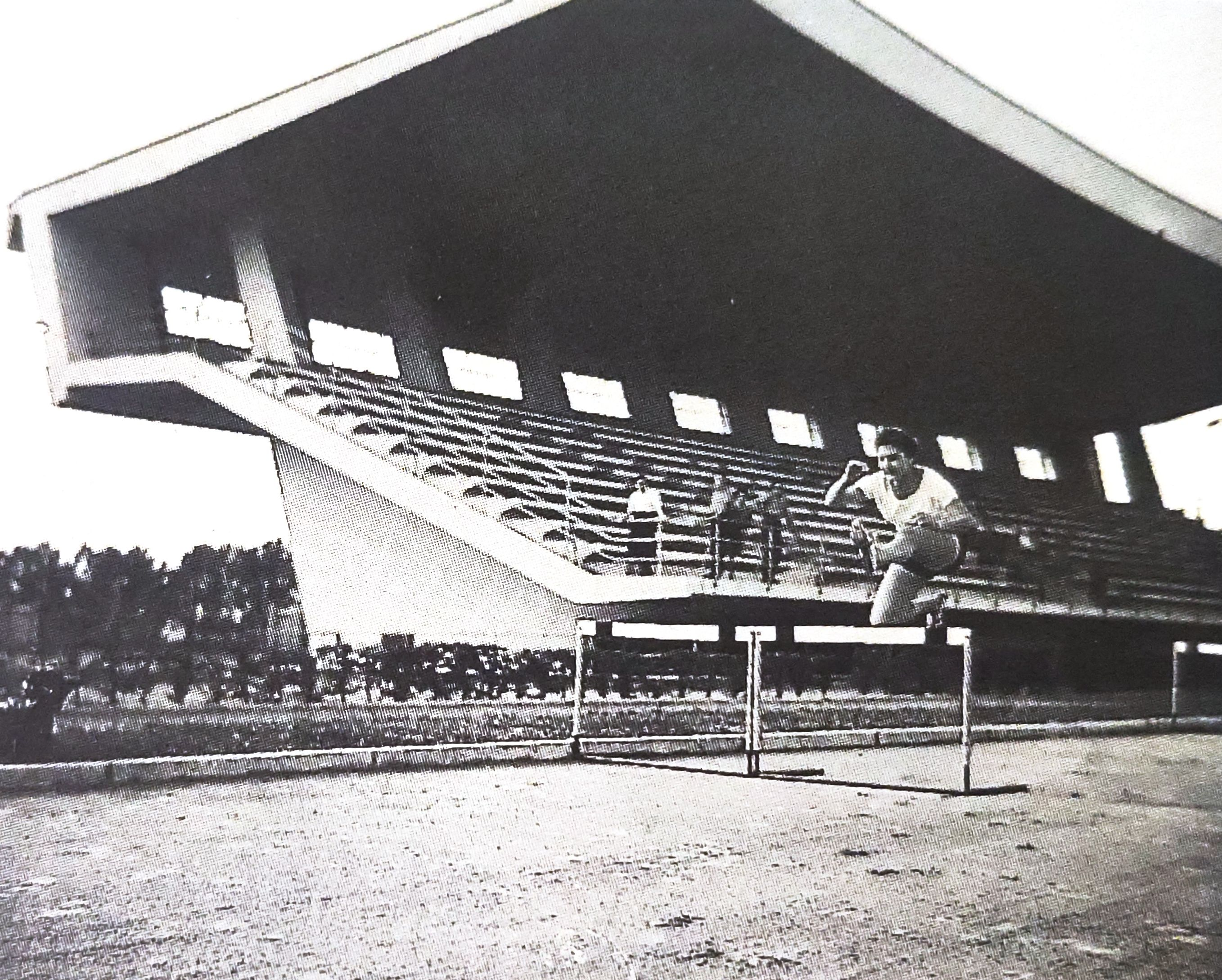
La pista di atletica e la tribuna
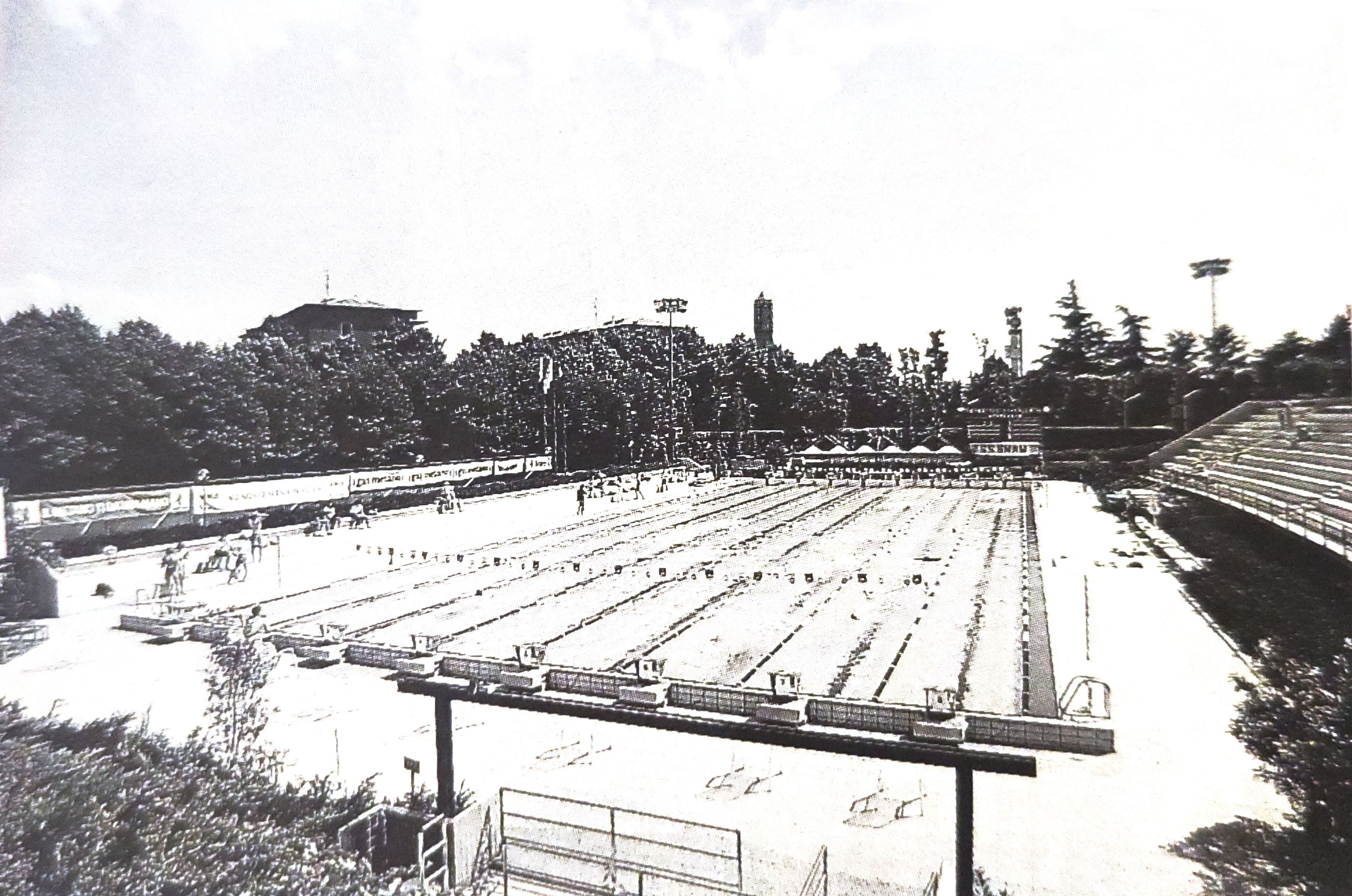
La piscina olimpica più volte sede dei Campionati italiani
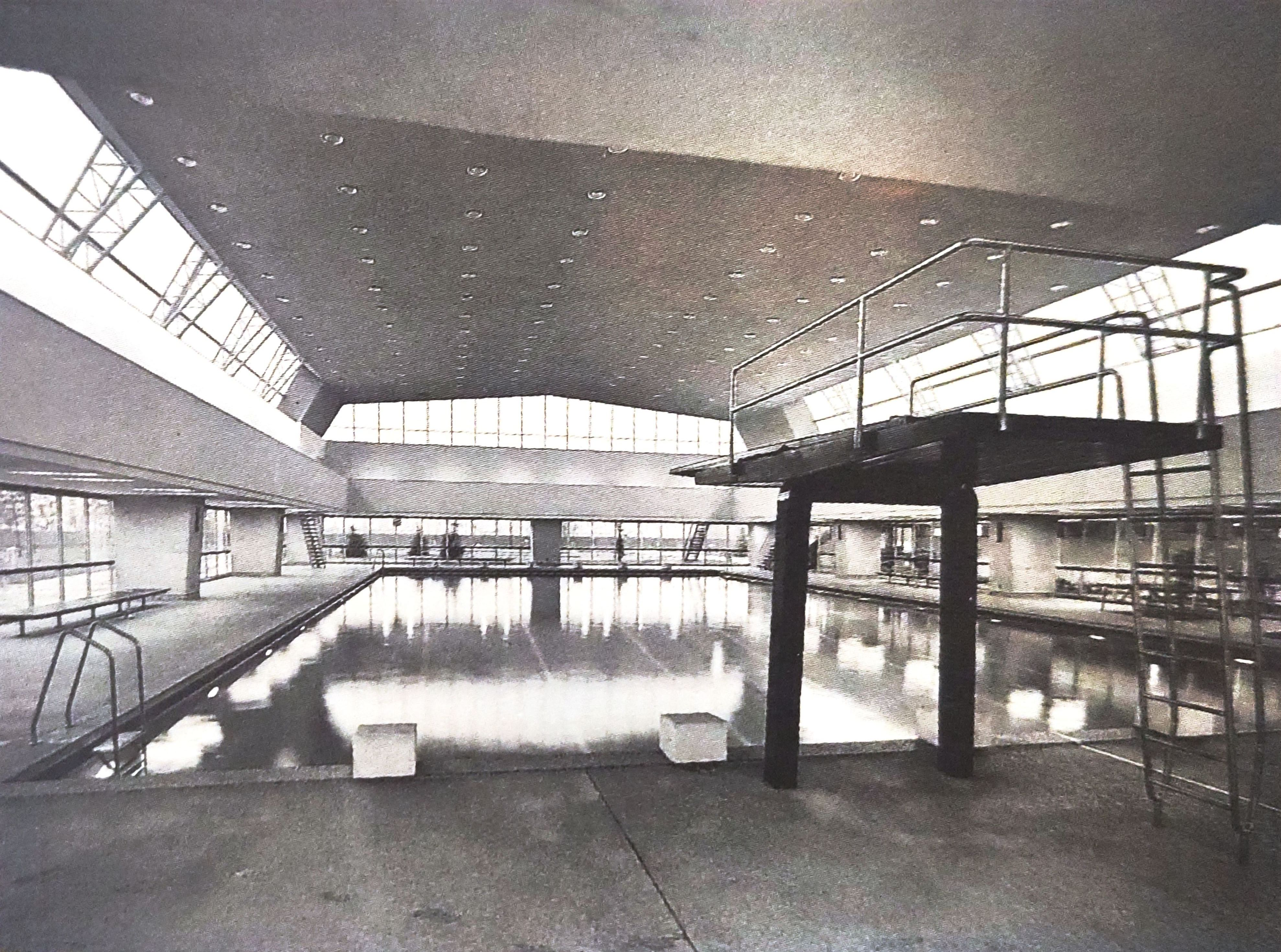
La piscina coperta da 33 metri
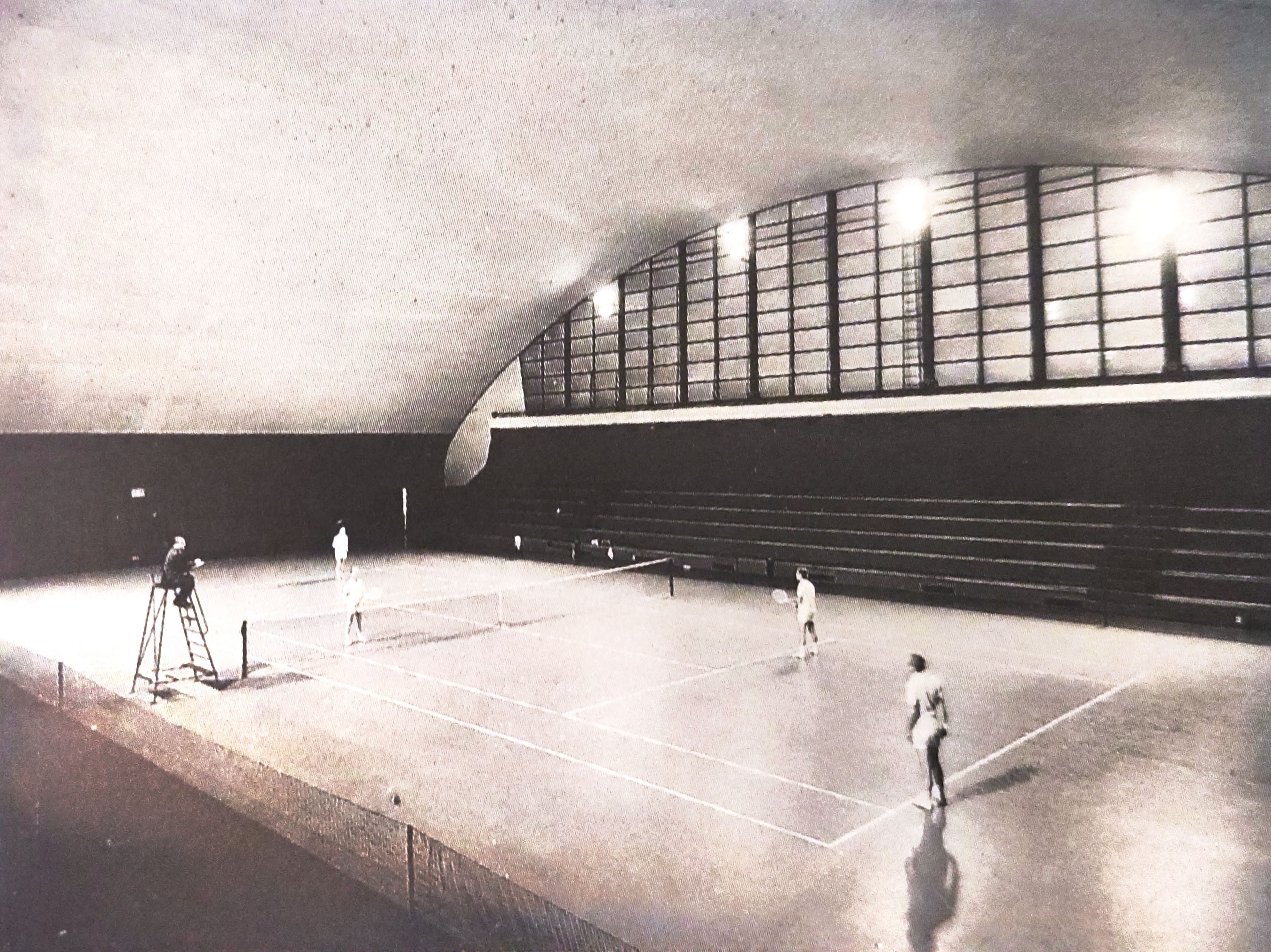
Il palazzetto polifunzionale
Gennaro Di Napoli sulla pista del Centro Sportivo nel 1989.